# Crvene stene
Crvene stene (en serbe cyrillique : Црвене стене) est une réserve naturelle située à l'ouest de la Serbie, dans les monts Tara, sur le territoire de la municipalité de Bajina Bašta. Elle a été créée le 1er janvier 1950.

## Géographie
La réserve naturelle de Crvene stene est située sur la rive droite de la Drina, dans les monts Tara. Elle couvre une superficie de 0,46 km2.

## Flore et faune
Crvene stene abrite 192 espèces de plantes, dont une importante colonie d'épicéas de Serbie (Picea omorika) ; on y trouve aussi le hêtre, le tremble et le pin noir.